# Pfarrkirche Schwanberg

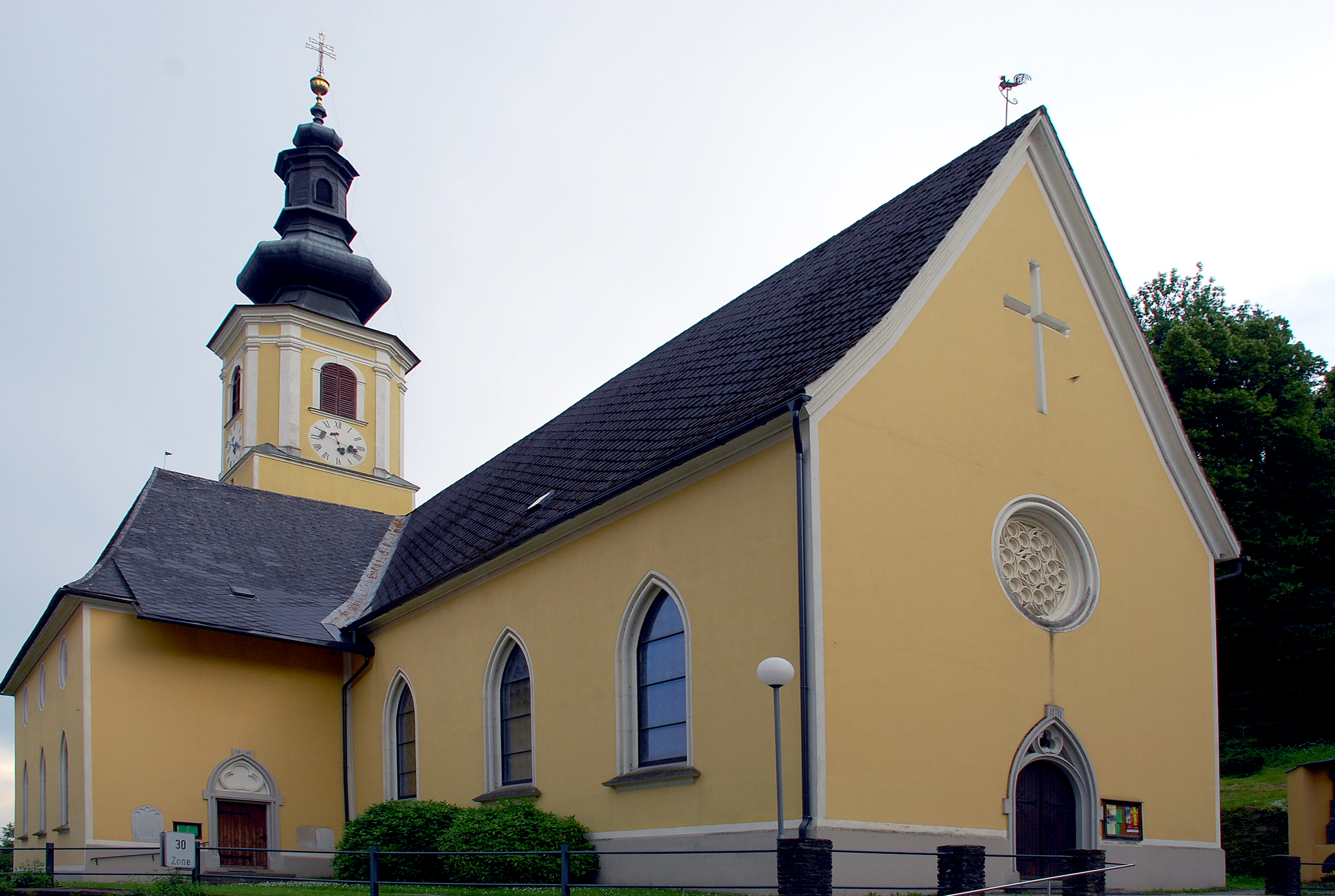
Kath. Pfarrkirche hl. Johannes der Täufer in Schwanberg

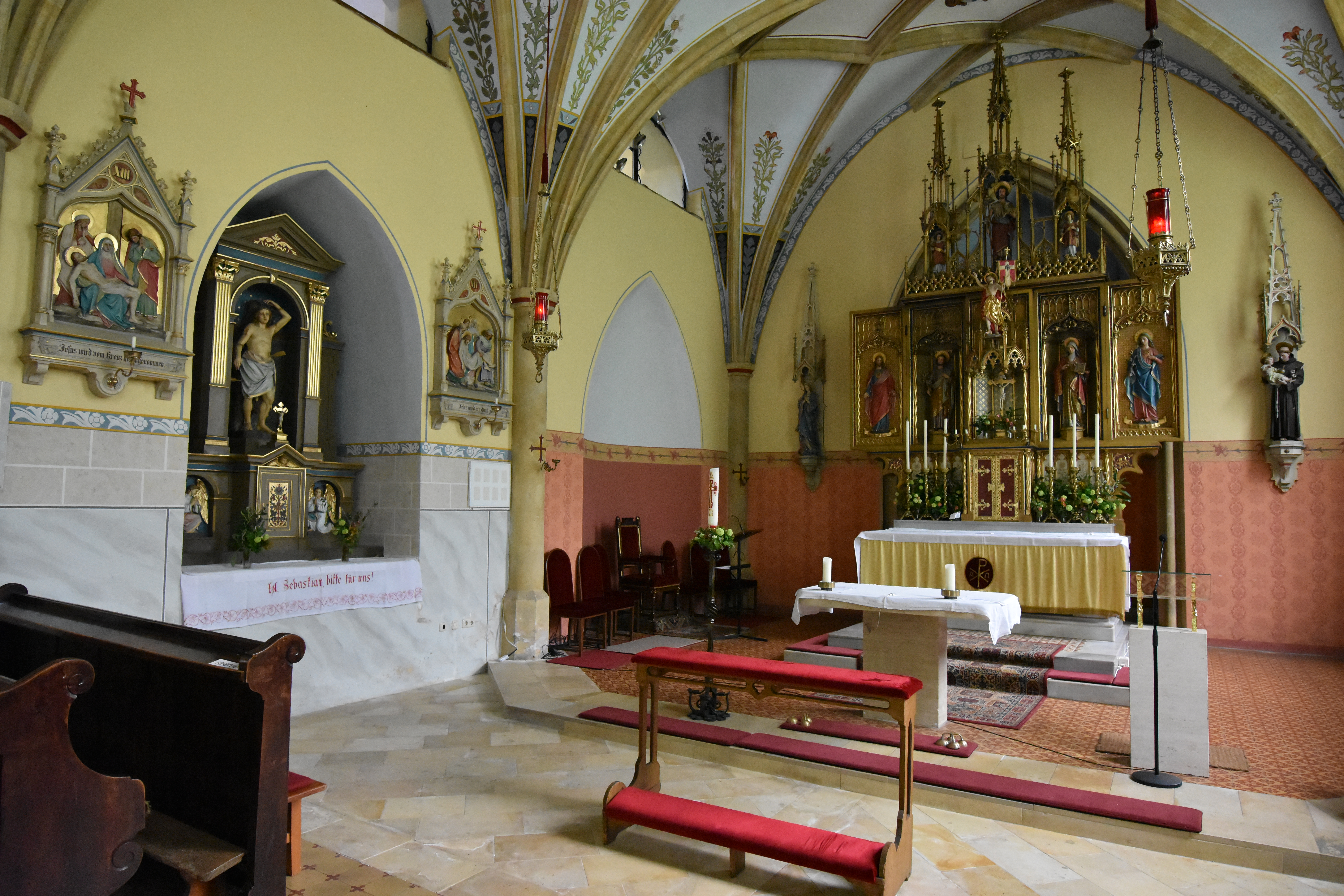
Der Altarraum der Kirche

Die römisch-katholische Pfarrkirche Schwanberg steht in der Marktgemeinde Bad Schwanberg im Bezirk Deutschlandsberg in der Steiermark. Die auf den heiligen Johannes der Täufer geweihte Pfarrkirche gehörte bis Ende August 2018 zum dann aufgelösten Dekanat Deutschlandsberg in der Diözese Graz-Seckau, seit Auflassung dieses Dekanates liegt sie im Seelsorgeraum Südweststeiermark. Die Kirche steht unter Denkmalschutz.

## Geschichte
Seit 1244 ist Schwanberg eine Pfarre. Der romanische Kirchenbau aus dem 13. Jahrhundert ist im Kern erhalten. Im 14. Jahrhundert wurde nördlich eine gotische Kapelle angebaut. Die Kirche wurde im Ende des 15. Jahrhunderts östlich vom Chorquadratturm um einen spätgotischen Chor erweitert. Das Turmobergeschoß ist barock. 1896 wurde der spätgotische Chor abgemauert und zur Sakristei gemacht und das Langhaus wurde westlich erweitert und dabei der ganze Kirchenbau stark erneuert. 1979 wurde die Kirche außen restauriert.

## Architektur
Der romanische Kirchenbau ist im Kern erhalten und wurde mit gotischen, spätgotischen und barocken Erweiterungen stark erneuert. Das langgestreckte sechsjochige Langhaus hat östlich gotische Joche mit einem Netzrippengewölbe auf Dreiviertel-Wandsäulen mit Achteckbasen. Die westlichen Langhausjoche und die Westfassade entstanden 1896. Nördlich ist eine gotische dreijochige Kapelle mit einem Kreuzrippengewölbe mit runden Schlusssteinen angebaut. Das romanische Chorquadrat mit einem Tonnengewölbe ist das Erdgeschoß des Turmes. Östlich am Turm ist ein spätgotischer Chor mit einem Fünfachtelschluss mit außen abgetreppten Strebepfeilern angebaut, welcher 1896 abgemauert wurde und nun als Sakristei dient. Das Turmobergeschoß mit barocken abgeschrägten mit Pilastern betonten Ecken trägt eine Zwiebel mit einer Laterne.
Außen in der nördlichen Schräge des ehemaligen Chores ist ein Christophorusfresko um 1510/1520, welches übertüncht ist. Außen am Chorschluss ist ein Biedermeier-Grabstein Andreas Töpper und Helga Töpper, 1829, aus Mariazeller Eisenguss.

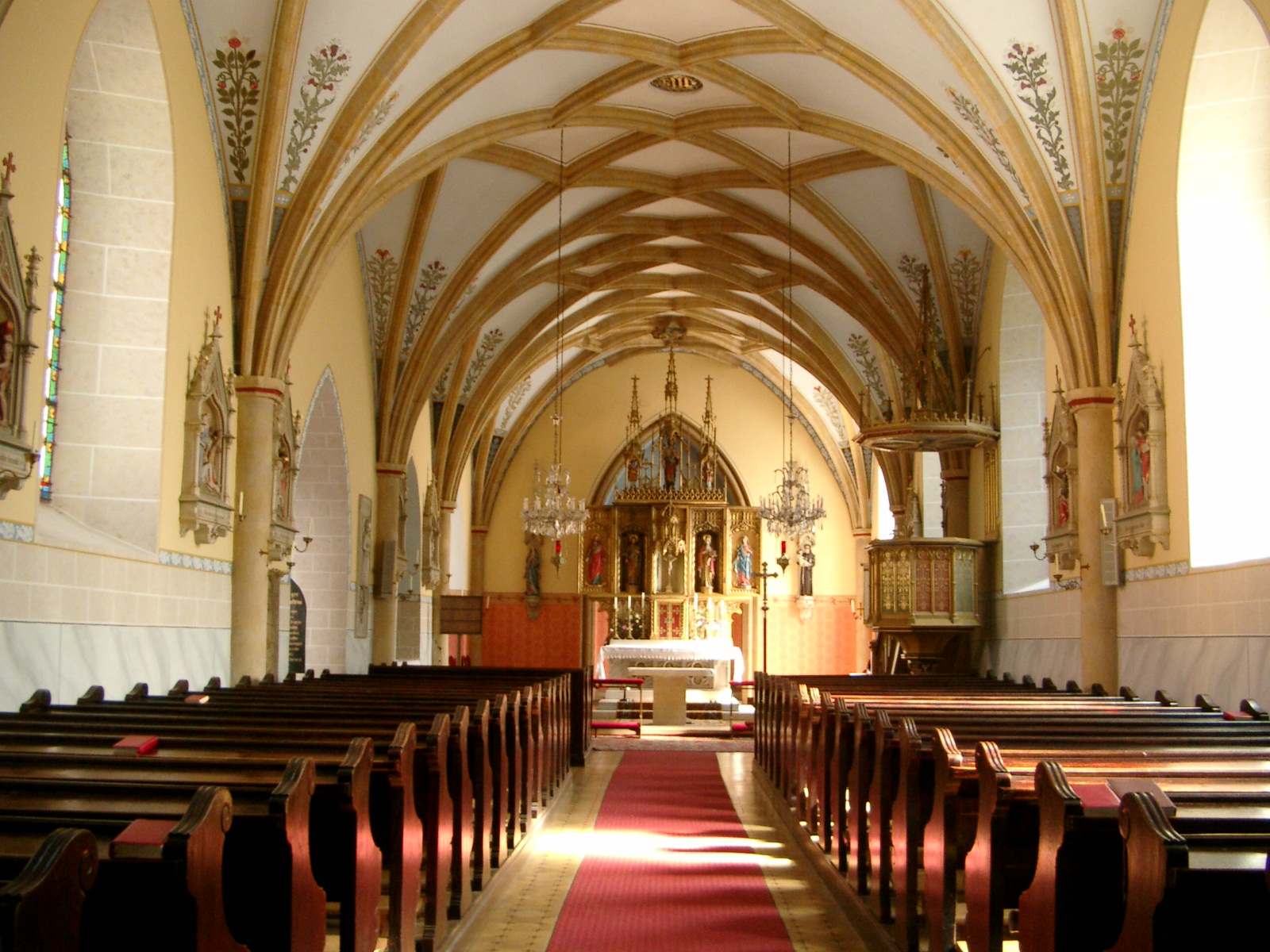
Schwanberg Pfarrkirche Innenraum gegen Osten

## Ausstattung
Die neugotische Einrichtung entstand von 1896 bis 1898.
Es gibt Grabsteine: Andre von Sprangstein, gestorben 1516, mit Rotmarmor, einer Ganzfigur in Rüstung, auf einem Löwen stehend. Christoph von Sprangstein, gestorben nach 1530, aus weißem Marmor. Kindergrabstein Christoph Friedr. Galler, gestorben 1621.

### Glocken
Im Vierungsturm der Pfarrkirche Bad Schwanberg hängen vier Stahlglocken. Die Größte entstammt dem Bochumer Verein aus dem Jahr 1954. Die restlichen drei wurden von den Böhlerwerken in Kapfenberg im Jahr 1922 geschaffen. Zusammen ergeben sie das Motiv e1, g1, a1 und h1.